# Liste des sanctuaires nationaux
L’Église catholique a défini, dans son Code de droit canonique de 1983, ce que devait être un « sanctuaire », ou plus précisément un « sanctuaire diocésain », un « sanctuaire national » et un « sanctuaire international ». Cette page fait une liste des sanctuaires nationaux. Elle ne répète ni la liste des sanctuaires internationaux, ni la liste incomplète de sanctuaires destitués, maintenues sur l’article principal.
Il y a plus de 200 sanctuaires nationaux. La liste en est difficile à maintenir, du fait même de l’aspect décentralisé de la notion : chaque conférence épiscopale est responsable de ses propres sanctuaires, et il y a chaque année plusieurs élections de sanctuaires (et parfois aussi, des destitutions, voir une liste d’exemples de sanctuaires destitués) ; et certaines communiquent peu sur ces évolutions organisationnelles.

## Afrique
Il semble y avoir au moins neuf sanctuaires nationaux en Afrique, mais le manque de communication des conférences africaines rend difficile l’élaboration de la liste.

### AuBurkina Faso
La Conférence épiscopale Burkina-Niger a désigné un sanctuaire, :
- le sanctuaire Notre-Dame de Yagma[3], en 1988[2].

### AuBurundi
La Conférence des évêques catholiques du Burundi semble reconnaître comme national :
- le sanctuaire Marie-Reine-de-la-Paix de Mugera (sv), en prolongation de sa déclaration comme « sanctuaire national » en 1961[4],[5] dans le contexte flou de l’indépendance du pays.

### EnRépublique démocratique du Congo
La Cenco a désigné un sanctuaire :
- le sanctuaire Bienheureuse-Anuarite dédié à Marie-Clémentine Anuarite Nengapeta, à Isiro[g 7],[6].

### EnCôte d’Ivoire
La Cecci a désigné un sanctuaire :
- le sanctuaire Notre-Dame-d’Afrique d’Abidjan, en 2012[g 9],[7],[8].

### AuKenya
La Conférence épiscopale du Kenya (de son nom d’alors) a désigné un sanctuaire :

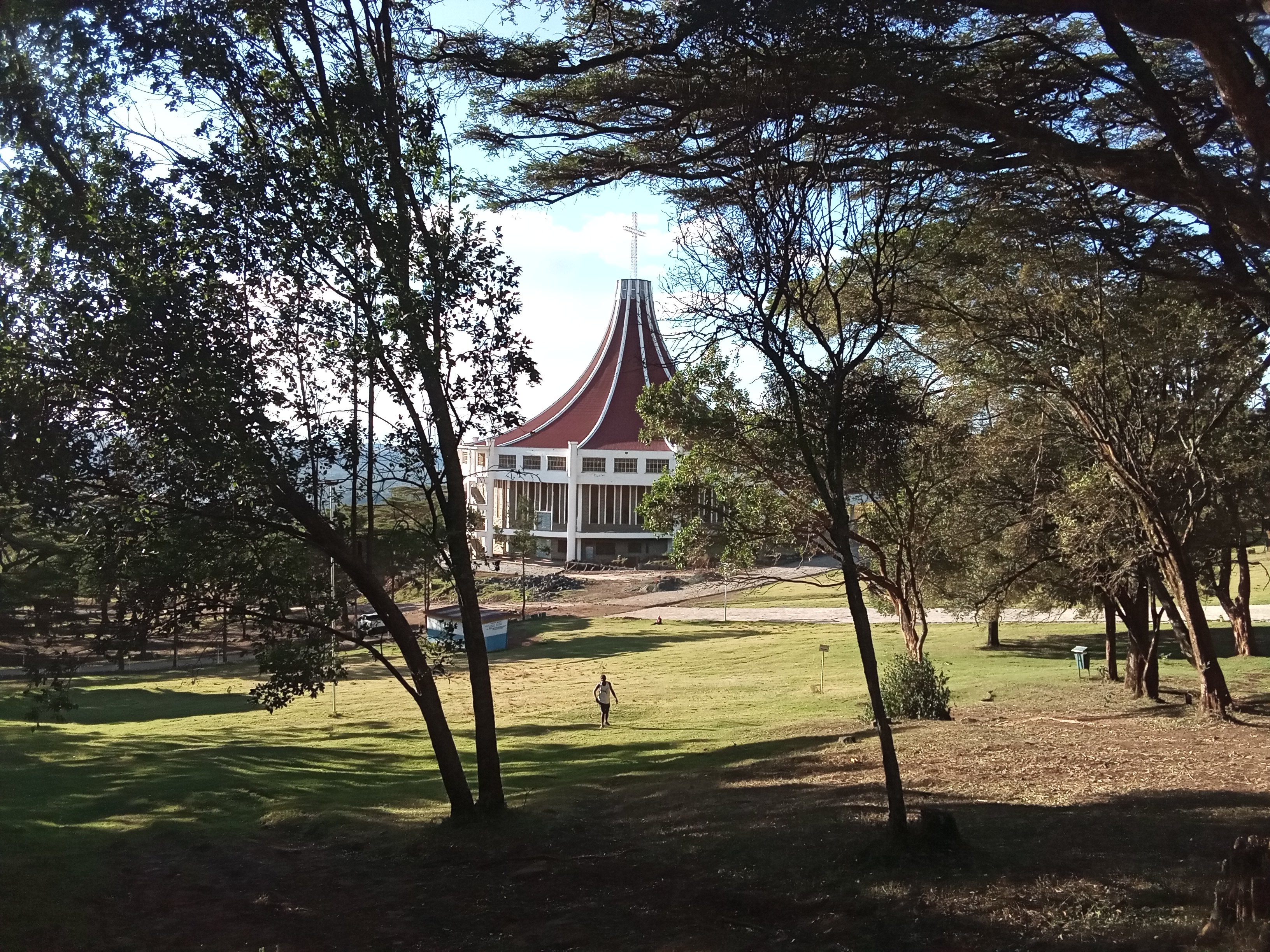
Vue du sanctuaire de Subukia, seul sanctuaire national au Kenya.

- Vue du sanctuaire de Subukia, seul sanctuaire national au Kenya.le Village de Marie à Subukia[g 11], construit à partir de 1989[9].

### AuMali
La Conférence épiscopale du Mali a désigné un sanctuaire :
- le sanctuaire Notre-Dame-du-Mali de Kita[g 13], inauguré en 1994[10],[11].

### AuNigeria
La Conférence des évêques catholiques du Nigeria a désigné un sanctuaire :
- le centre de pèlerinage Jésus-le-Sauveur-et-Marie-Mère d’Elele (en), en 2018[g 2].

### EnOuganda
La Conférence épiscopale d’Ouganda a désigné un sanctuaire :
- la basilique des Martyrs-de-l’Ouganda de Namugongo[g 16].

### AuSénégal
La Conférence des évêques du Sénégal, de la Mauritanie, du Cap-Vert et de Guinée-Bissau a désigné un sanctuaire au Sénégal :
- le sanctuaire de Popenguine qui comprend la basilique Notre-Dame-de-la-Délivrande, à Popenguine-Ndayane, à son inauguration en 2023[12].

## Amérique centrale
En Amérique centrale — y incluant le Mexique et les Antilles, dont Porto Rico et Trinité-et-Tobago —, il y a autour de vingt-cinq sanctuaires nationaux,,.

### AuCosta Rica
La Conférence épiscopale du Costa Rica a désigné cinq sanctuaires, :
- le sanctuaire Saint-Christ-d’Esquipulas d’Alajuelita[g 29],[16], en continuité du pape Pie X qui l’avait qualifié de « sanctuaire national » en 1907[19] ;
- la basilique Notre-Dame-des-Anges de Cartago[16], en 2001[20] ;
- à San José :
  - le sanctuaire du Sacré-Cœur-de-Jésus[16], en 2007[21] ;
  - la cathédrale métropolitaine Saint-Joseph, en 2021[16],[22] ;
- le sanctuaire Saint-Christ-d’Esquipulas de Santa Cruz[g 30],[16], en 2002[23].

### ÀCuba
La Conférence des évêques catholiques de Cuba a désigné quatre sanctuaires :
- à La Havane :
  - sanctuaire Jésus-le-Nazaréen-de-la-Délivrance d’Arroyo Arenas à La Lisa[g 33],[24], en 1955[26], aujourd’hui fermé et dans un état de dégradation avancé[26] ;
  - l’église Notre-Dame de Regla[g 34],[24], en 1987[27] ;
  - le sanctuaire Saint-Lazare d’El Rincón à Santiago de las Vegas[g 35],[24] ;
- la basilique Notre-Dame-de-Charité d’El Cobre[g 36].

### AuGuatemala

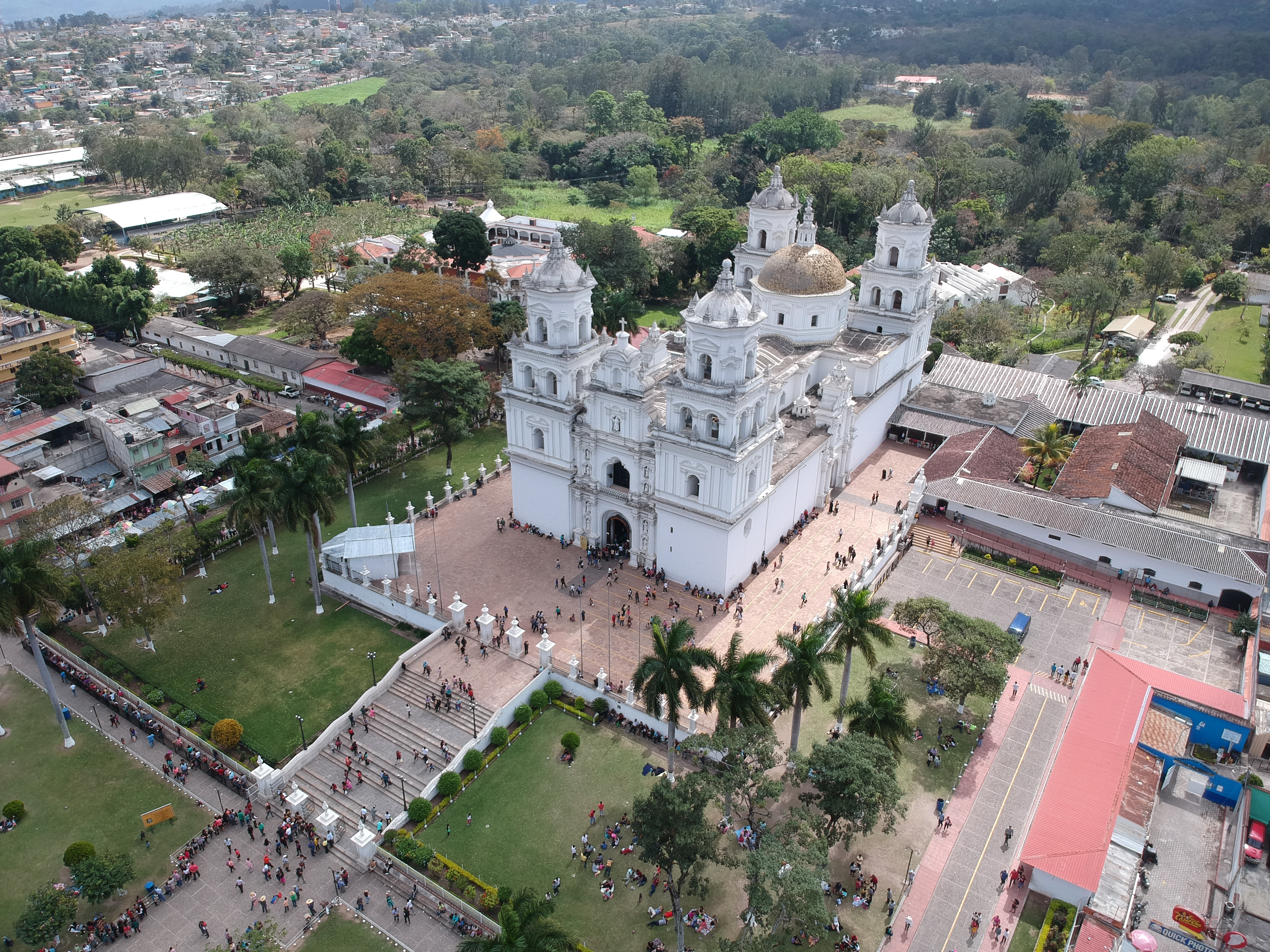
La basilique du Christ-Crucifié d’Esquipulas, l’un des deux sanctuaires nationaux du Guatemala.

La Conférence épiscopale du Guatemala a désigné deux sanctuaires :
- la basilique du Christ-Crucifié d’Esquipulas[g 39] ;
- la basilique Notre-Dame-du-Rosaire de Guatemala[g 40].

### EnHaïti
La Conférence épiscopale d’Haïti a désigné un sanctuaire :
- le sanctuaire Notre-Dame-du-Perpétuel-Secours de Port-au-Prince[g 42],[28], en attente de reconstruction après les séismes de 2010.

### AuHonduras
La Conférence épiscopale du Honduras a désigné un sanctuaire :
- la basilique Notre-Dame-de-Suyapa de Tegucigalpa[g 44], dès 1954[29].

### AuMexique
La Conférence de l’épiscopat mexicain a désigné un sanctuaire :
- le sanctuaire Notre-Dame-de-Guadalupe de Mexico, en 1983[30], qui comprend :
  - l’ancienne basilique, devenue temple expiatoire du Christ-Roi[g 46] ;
  - la « nouvelle » basilique Notre-Dame-de-Guadalupe.

### AuNicaragua
La Conférence épiscopale du Nicaragua a désigné quatre sanctuaires :
- le sanctuaire Notre-Dame-de-Cuapa de San Francisco de Cuapa[g 48], en 2013[31] ;
- le sanctuaire Christ-des-Miracles-d’Esquipulas d’El Sauce[g 49], en 1984[32] ou 1985[33] ;
- la basilique de l’Immaculée-Conception-de-Marie d’El Viejo[g 50], en 1995[34],[33] ;
- le sanctuaire Jésus-le-Sauveur de Popoyuapa à Rivas[g 51], en 2013[35],[33].

### ÀPorto Rico
La Conférence épiscopale portoricaine a désigné deux sanctuaires :
- à San Juan :
  - le sanctuaire Notre-Dame-Mère-de-la-Divine-Providence dans le barrio de Cupey[g 53],[36] ;
  - la cathédrale-basilique Saint-Jean-Baptiste dans le barrio de San Juan Antiguo, également sanctuaire Notre-Dame-de-la-Divine-Providence[g 54],[37].

### EnRépublique dominicaine
La Conférence de l’épiscopat dominicain a désigné trois sanctuaires :
- le sanctuaire Saint-Christ-des-Miracles de Bayaguana[g 56], consacré en tant que tel en 2021[38] ;
- la basilique-cathédrale Notre-Dame-de-la-Altagracia d’Higüey[g 57] ;
- le sanctuaire Notre-Dame-de-la-Merci de Santo Cerro (nl) près de Concepción de La Vega[g 58],[39].

### AuSalvador

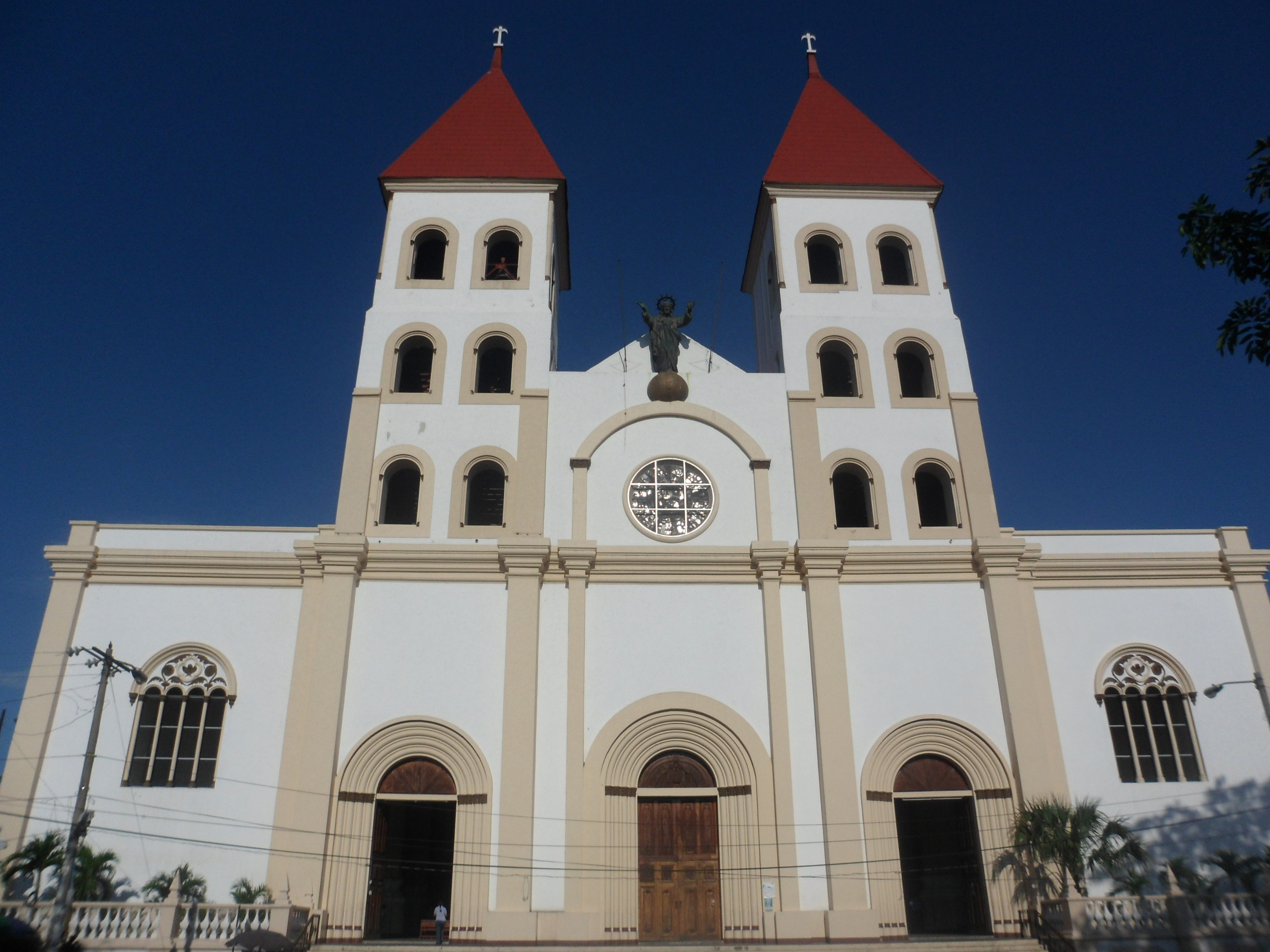
Façade de la cathédrale-basilique Reine-de-la-Paix de, seul sanctuaire national du Salvador.

La Conférence épiscopale du Salvador a désigné un sanctuaire :
- la cathédrale-basilique Reine-de-la-Paix de San Miguel[g 60].

## Amérique du Nord
Il y a environ soixante-quinze sanctuaires nationaux en Amérique du Nord, en ne comptant que le Canada et les États-Unis.

### AuCanada
La Conférence des évêques catholiques du Canada a désigné six sanctuaires :

#### AuQuébec
- l’ermitage Saint-Antoine de Lac-Bouchette, désigné en 2005[g 66],[40] ;
- l’oratoire Saint-Joseph du mont Royal à Montréal[g 67],[40] ;
- la basilique Sainte-Anne de Sainte-Anne-de-Beaupré[g 68],[40] ;
- le sanctuaire Notre-Dame-du-Cap et la balisique homonyme de Cap-de-la-Madeleine à Trois-Rivières[g 69],[40] ;

#### AuManitoba
- le sanctuaire de l’Évêque-Velychkovsky-Martyr à l’église Saint-Joseph de Winnipeg, rattachée à l’Église grecque-catholique ukrainienne[40] ;

#### EnOntario
- le sanctuaire des Martyrs-Canadiens à Midland[g 70],[40].

### AuxÉtats-Unis
La Conférence des évêques catholiques des États-Unis a désigné une grosse soixantaine de sanctuaires :

#### EnAlaska
- le sanctuaire Sainte-Thérèse de Juneau, en 2016[g 73],[44] ;

#### EnCalifornie
- le sanctuaire Notre-Dame-de-Guadalupe de Sacramento[g 74], en 2007[45] ;
- le sanctuaire Saint-François-d’Assise de San Francisco[g 75], en 1999[46] ;
- la basilique Mission-Saint-Jean-de-Capistran (en) de San Juan Capistrano, en 2003[g 76],[47] ;

#### Audistrict de Columbia (Washington)
- la basilique de l’Immaculée-Conception[g 77],[48] ;
- le sanctuaire Saint-Jean-Paul-II (en), en 2014[g 78],[49] ;
- le sanctuaire de la Sainte-Famille (en), rattaché à l’Église grecque-catholique ukrainienne[g 79], en 1977[50] ;

#### EnFloride
- l’ermitage de la Charité-d’El-Cobre de Miami, également sanctuaire Notre-Dame-de-Charité[g 80], en 2000[51] ;
- la basilique Marie-Reine-de-l’Univers (en) d’Orlando[g 81], en 2004[52] ;
- le sanctuaire Notre-Dame-de-l’Allaitement (en) (Our Lady of La Leche, à la Vierge du lait) de la mission Saint-Nom-de-Dieu (en) de Saint Augustine, en 2019[g 82],[53],[54] ;Le sanctuaire Notre-Dame-de-l’Allaitement (en) de Saint Augustine.

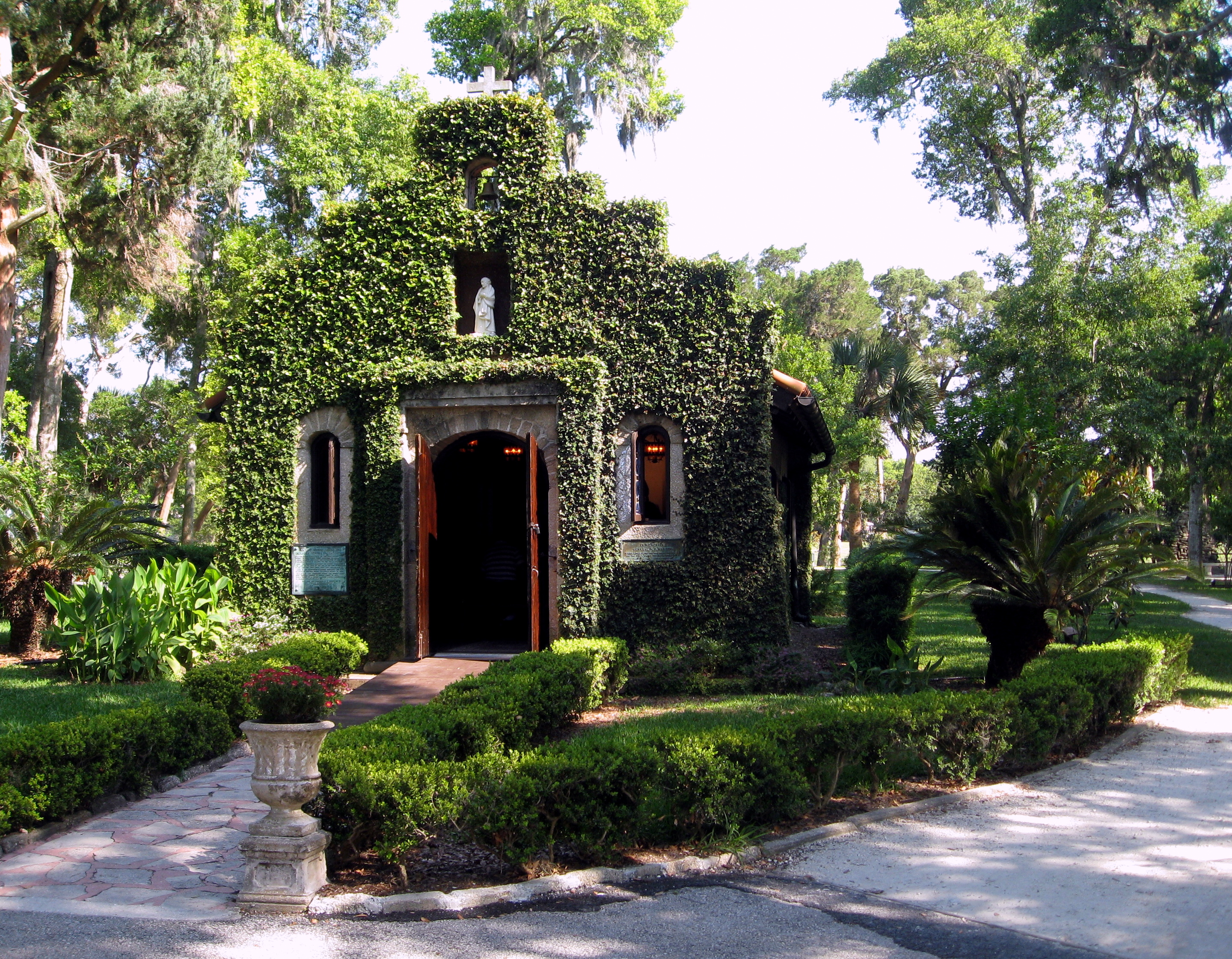
Le sanctuaire Notre-Dame-de-l’Allaitement de Saint Augustine.

#### EnIllinois
- le sanctuaire Notre-Dame-des-Neiges (en) de Belleville[g 83] ;
- à Chicago :
  - le sanctuaire Sainte-Anne, également église Notre-Dame-de-Fátima[g 84] ;
  - le sanctuaire Sainte-Françoise-Xavière-Cabrini (en)[g 85], rouvert en 2012 après 10 ans de fermeture[55] ;
  - le sanctuaire Saint-Jude ou église Notre-Dame-de-Guadalupe[g 86], dès sa création en 1929[56] ;
  - la basilique Notre-Dame-des-Douleurs[g 87], également sanctuaire Saint-Pérégrin, dans les années 1990[57] ;
- le sanctuaire Saint-Maximilien-Kolbe de Libertyville, en 2000[g 88],[58] ;
- le sanctuaire Marie-Immaculée-Reine-de-l’Univers de Lombard[g 89] ;
- le sanctuaire Sainte-Thérèse (en) de Darien[g 90], en 2018[59] ;
- le sanctuaire des Âmes-du-Purgatoire (National Shrine of the Poor Souls) de Berwyn, dans l’église Saint-Odilon[g 91], en 1928[60] ;

#### EnIndiana
- le sanctuaire Notre-Dame-de-Providence de Saint Mary-of-the-Woods, lié aux Sœurs de la Providence[g 92],[61], avec également un sanctuaire à la fondatrice de l’ordre, Théodore Guérin[62] ;

#### EnLouisiane
- le sanctuaire Sainte-Anne de Metairie[g 93], dès 1973[63] ;
- à La Nouvelle-Orléans :
  - l’église de l’Assomption-de-Marie, également sanctuaire Bienheureux-François-Xavier-Seelos[g 94] ;
  - le sanctuaire Notre-Dame-de-Bon-Secours[g 95] ;

#### AuMaryland
- à Baltimore :
  - la basilique de l’Assomption, en 1993[g 96],[64] ;
  - le sanctuaire Saint-Alphonse-de-Liguori (en)[g 97], en 2014[65] ;
- à Emmitsburg :
  - le sanctuaire Sainte-Elizabeth-Ann-Seton (en)[g 98], situé dans le district historique dit St. Joseph’s College and Mother Seton Shrine ;
  - la grotte de Lourdes, sur le territoire de l’université Mount St. Mary’s[g 99], en 1958[66] ;

#### AuMassachusetts
- le sanctuaire Notre-Dame-de-La-Salette d’Attleboro[g 100], en 2003[67] ;
- le sanctuaire Marie-Reine-de-l’Univers de Boston[g 101] ;
- le sanctuaire de la Miséricorde-Divine de Stockbridge[g 102], en 1996[68] ;

#### AuMichigan
- la Croix dans les bois (en) à Indian River, en 2004[g 103],[69] ;
- le sanctuaire Petite-Fleur de Royal Oak, en 1998[g 104],[70] ;

#### AuMinnesota
- le sanctuaire Sainte-Odile d’Onamia[g 105] ;
- la cathédrale Saint-Paul de Saint Paul, en 2009[g 106],[71] ;La cathédrale Saint-Paul de Saint Paul dans le Minnesota.

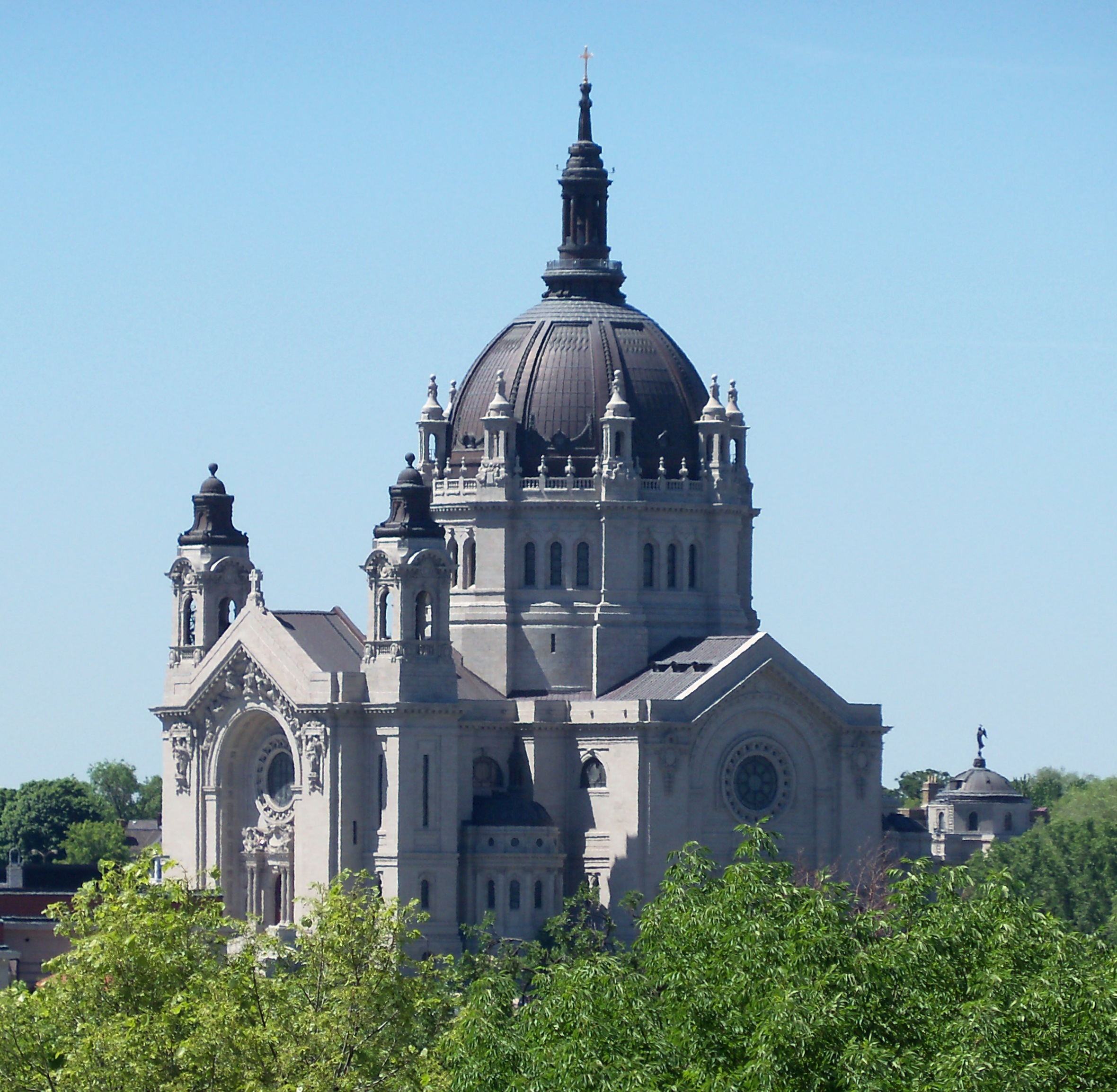
La cathédrale Saint-Paul de Saint Paul dans le Minnesota.

#### AuMissouri
- le sanctuaire Marie-Mère-de-l’Église de Laurie, en 2003[g 107],[72] ;
- le sanctuaire Notre-Dame-de-la-Médaille-Miraculeuse de Perryville, dédié à Notre-Dame de la Médaille miraculeuse[g 108] ;

#### AuNew Jersey
- le sanctuaire Notre-Dame-de-la-Route (National Shrine of Our Lady of the Highway) de Little Falls[g 109] ;
- à Newark :
  - le sanctuaire Saint-Gérard, consacré à Gérard Majella[g 110], en 1977[73] ;
  - le sanctuaire Jésus-du-Grand-Pouvoir (National Shrine of Jesus of Great Power)[g 111] ;

#### Dans l’État de New York
- le sanctuaire des Martyrs-Nord-Américains d’Auriesville[g 112] ;
- le sanctuaire Petite-Fleur de Buffalo[g 113] ;
- le sanctuaire Sainte-Kateri-Tekakwitha de Fonda, consacré à Kateri Tekakwitha[g 114] ;
- la basilique Notre-Dame-de-la-Victoire de Lackawanna[g 115] ;
- la basilique Notre-Dame-de-Fátima de Lewiston[g 116] ;
- le sanctuaire Notre-Dame-du-Mont-Carmel de Middletown dans le comté d’Orange[g 117] ;
- à New York :
  - le sanctuaire Saint-Antoine, également église Saint-François-d’Assise[g 118] ;
  - le sanctuaire Saint-Janvier, consacré à Janvier de Bénévent[g 119] ;
  - le sanctuaire Saint-Vincent-Ferrier, consacré à Vincent Ferrier[g 120] ;
- le sanctuaire Notre-Dame-Auxiliatrice de Stony Point[g 121] ;[source insuffisante]

#### EnOhio
- la basilique Notre-Dame-de-la-Consolation de Carey[g 122] ;
- la grotte de Lourdes d’Euclid[g 123] ;[source insuffisante]
- le sanctuaire Saint-Antoine de Cincinnati[g 124] ;
- le sanctuaire des Saintes-Reliques de Maria Stein (en)[g 125] ;
- le sanctuaire Sainte-Dymphne de Massillon, consacré à Dymphne de Geel[g 126] ;
- la basilique Notre-Dame-du-Liban (en) de North Jackson (en), rattachée à l’Église maronite[g 127] ;

#### EnOklahoma
- le sanctuaire de l’Enfant-Jésus-de-Prague de Prague, ou église Saint-Venceslas[74], en 1949[g 128],[75] ;

#### EnOregon
- le sanctuaire Notre-Mère-des-Douleurs de Portland, en 1983[g 129],[76] ;

#### EnPennsylvanie
- l’église de l’Immaculée-Conception d’Allentown, aussi sanctuaire Notre-Dame-de-Guadalupe, en 1974[g 130],[77] ;
- le sanctuaire Notre-Dame-de-Częstochowa de Doylestown[g 131], en 2009[78] ;
- à Philadelphie :
  - le sanctuaire Saint-Jean-Népomucène-Neumann[g 132] ;
  - le sanctuaire Sainte-Rita-de-Cascia[g 133], en 2003[79] ;
- la basilique Sainte-Anne de Scranton[g 134] ;[source insuffisante]

#### AuTennessee
- le sanctuaire Saint-Martin-de-Porrès dans l’église Saint-Pierre de Memphis, en 2015[g 135],[80] ;

#### AuTexas
- la cathédrale Notre-Dame-de-Guadalupe de Dallas, en 2023[g 136],[81] ;La cathédrale Notre-Dame-de-Guadalupe de Dallas.

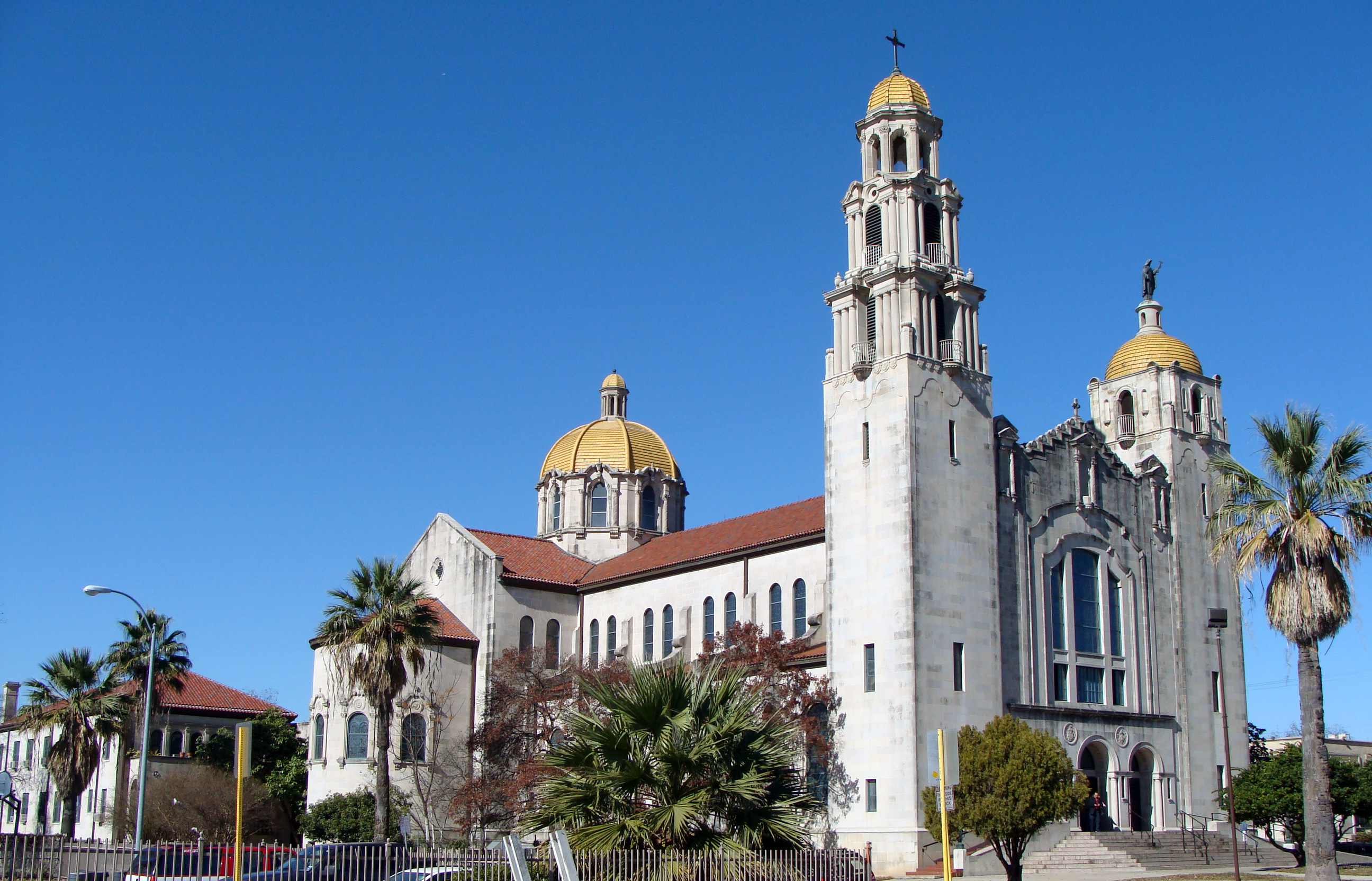
La cathédrale Notre-Dame-de-Guadalupe de Dallas.

- le sanctuaire Petite-Fleur de San Antonio[g 137] ;
- la basilique Notre-Dame-de-Saint-Jean-du-Val de San Juan, en 1998[g 138],[82] ;

#### EnVirginie
- le sanctuaire Notre-Dame-de-Walsingham de Williamsburg, en 2016[g 139],[83] ;

#### AuWisconsin
- le sanctuaire Notre-Dame-de-Bon-Secours de Champion, en 2016[g 140],[84] ;
- la basilique Sainte-Marie-Auxiliatrice d’Erin[g 141].

## Amérique du Sud
Il y a une grosse trentaine de sanctuaires nationaux en Amérique du Sud.

### EnArgentine
La Conférence épiscopale argentine a désigné trois sanctuaires :
- la basilique Sainte-Rose-de-Lima de Buenos Aires[g 143] ;
- le sanctuaire Nuevo Schoenstatt de Florencio Varela dans le Grand Buenos Aires, du Mouvement de Schoenstatt[g 144], en 1977[85] ;
- la basilique Notre-Dame-de-Luján de Luján[g 145].

### AuBrésil
La Conférence nationale des évêques du Brésil a désigné six sanctuaires :
- le sanctuaire Saint-José-de-Anchieta d’Anchieta[g 147], en 2015[86] ;
- dans l’État de São Paulo :
  - la cathédrale-basilique Notre-Dame-d’Aparecida d’Aparecida[g 148], en 1983[87] ;
  - le sanctuaire marial de la Sainte-Tête de Cachoeira Paulista[88],[g 149] ;[source insuffisante]
  - le sanctuaire du Sacré-Cœur-de-Jésus d’Itu[g 150] dans l’église du Bon-Jésus (pt) ;
- à Rio de Janeiro :
  - la basilique Notre-Dame-du-Rocher[g 151] ;
  - le sanctuaire Notre-Dame-de-Lorette, en 1970[g 152],[89].

### AuChili
La Conférence épiscopale du Chili a désigné un sanctuaire :
- la basilique Notre-Dame-du-Mont-Carmel de Maipú, appelée localement le Templo Votivo[g 154].

### EnColombie
La Conférence épiscopale de Colombie a désigné trois sanctuaires :
- le sanctuaire Notre-Dame-du-Mont-Carmel de Bogota[g 156] ;

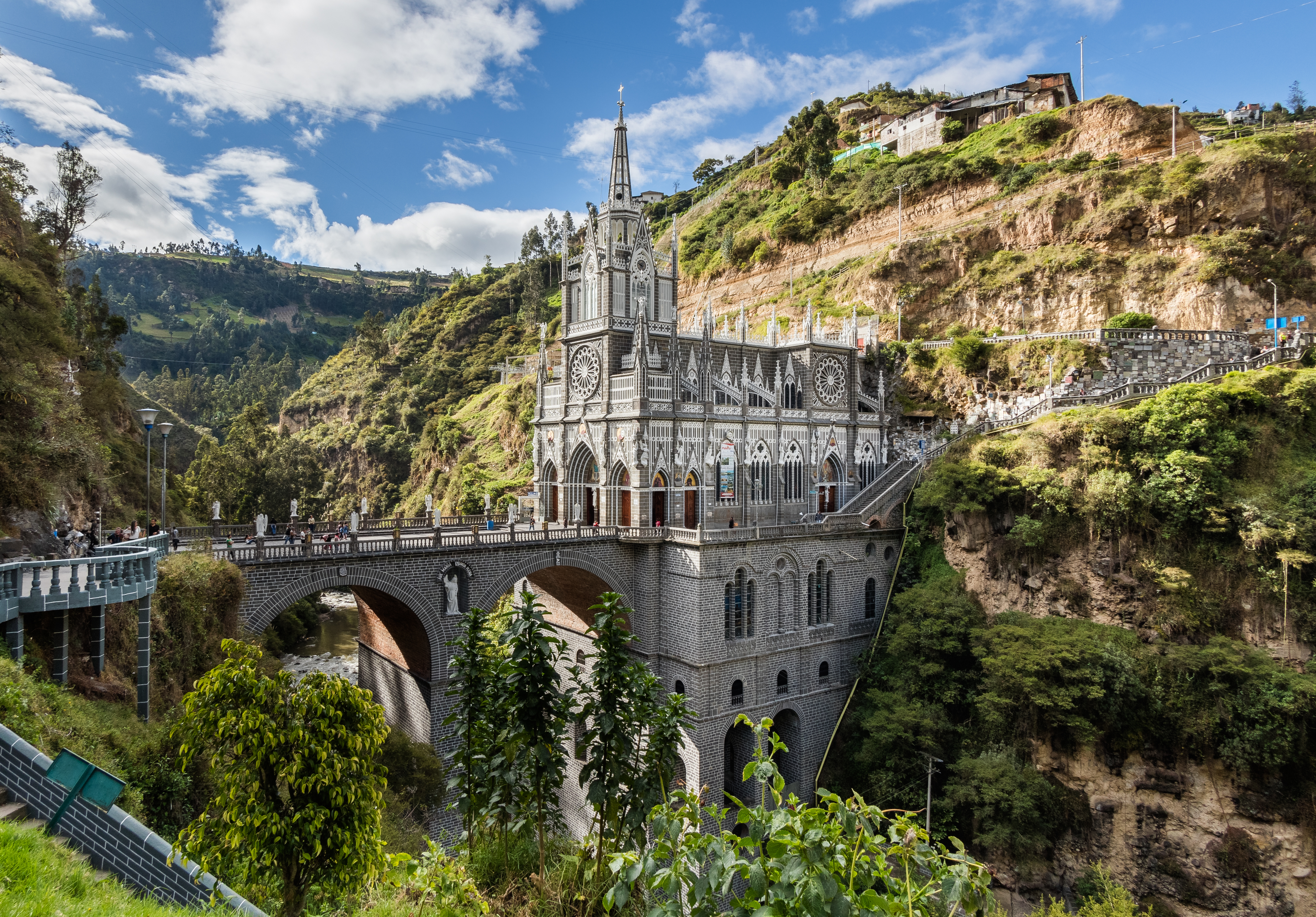
Le sanctuaire Notre-Dame-de-Las-Lajas d’Ipiales, l’un des trois sanctuaires nationaux en Colombie.

- la basilique Notre-Dame-du-Rosaire de Chiquinquirá[g 157] ;
- le sanctuaire Notre-Dame-de-Las-Lajas d’Ipiales[g 158], en 1927[90].Le sanctuaire Notre-Dame-de-Las-Lajas d’Ipiales, l’un des trois sanctuaires nationaux en Colombie.

### EnÉquateur
La Conférence épiscopale équatorienne a désigné une petite dizaine de sanctuaires :
- le sanctuaire de la Nativité-de-Notre-Dame au lieudit « le Guayco » à La Magdalena dans le canton Chimbo[g 162], en 1977[91] ;
- le sanctuaire Notre-Dame-du-Cygne d’El Cisne (es)[g 163], en 2018[92] ;
- l’église de l’Assomption des Carmélites de Cuenca, en 2018[93] ;
- le sanctuaire Notre-Dame-de-la-Paix de la grotte de Rumichaca (ou « grotte de la Paix ») à La Paz (de), en 1975[94] ;
- le sanctuaire Notre-Dame-de-la-Présentation d’El Quinche (es) dans le Grand Quito[g 164], en 1985[95] ;
- la basilique du Vœu national ou basilique du Sacré-Cœur-de-Jésus de Quito[g 165] ;
- le sanctuaire Sainte-Narcisse-de-Jésus de Nobol (es)[g 166], en 2009[96].

### AuParaguay
La Conférence épiscopale paraguayenne a désigné trois sanctuaires, :
- à Asuncion :
  - le sanctuaire Notre-Dame-du-Perpétuel-Secours[g 169], déclaré le 14 juin 1959[97] ;
  - le sanctuaire du Sacré-Cœur-de-Jésus[g 170], déclaré une première fois « sanctuaire national » en 1952[97], avant la publication de la définition officielle ;
- la cathédrale-basilique Notre-Dame-des-Miracles de Caacupé[g 171],[97].

### AuPérou
La Conférence épiscopale péruvienne a désigné deux sanctuaires :
- à Lima :
  - l’église Saint-Pierre, aussi sanctuaire du Sacré-Cœur-de-Jésus[g 174] ;
  - le sanctuaire Seigneur-des-Miracles, en 2004[101].

### EnUruguay
La Conférence épiscopale de l’Uruguay a désigné une petite dizaine de sanctuaires :
- la cathédrale Notre-Dame-de-Guadalupe de Canelones, en 2020[102] ;
- la cathédrale-basilique Notre-Dame-de-Luján de Florida, également sanctuaire Notre-Dame-des-Trente-Trois (en)[g 179], en 1993[103] ;
- le sanctuaire Notre-Dame du Verdún à Minas, en 2010[104] ;
- à Montevideo :
  - le sanctuaire Sainte-Marie-Auxiliatrice[g 180],[105] ;
  - le sanctuaire Notre-Dame-de-Lourdes, en 1958[g 181],[106] ;
  - le sanctuaire du Sacré-Cœur-de-Jésus[g 182],[107] ;
- la cathédrale-basilique Saint-Joseph de San José de Mayo[g 183], en 1957[108],[42].

### AuVenezuela
La Conférence épiscopale vénézuélienne a désigné quatre sanctuaires :
- le sanctuaire du Nazaréen d’Achaguas[g 185], en 2010[109] ;
- la basilique Sainte-Chapelle de Caracas[g 186] ;
- la cathédrale-basilique Notre-Dame-de-Coromoto de Guanare[g 187], dès 1942[110] ;
- la basilique Notre-Dame-de-Coromoto de la paroisse civile de La Virgen de Coromoto[g 188], en 1996[36].

## Asie

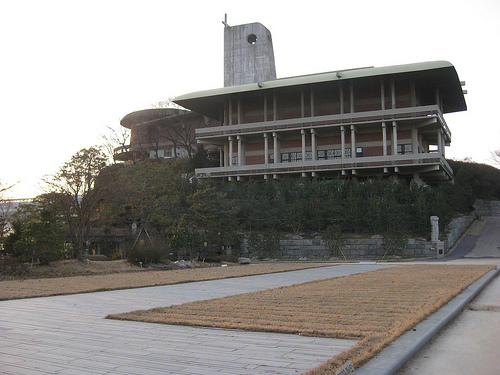
Le sanctuaire des Martyrs-de-Corée de Séoul, seul sanctuaire national de Corée du Sud à ne pas être promu sanctuaire international.

Il y a une petite cinquantaine de sanctuaires nationaux en Asie (sans compter les quatre sanctuaires internationaux d’Inde, des Philippines et de Corée du Sud), dont plus de la moitié aux Philippines,.

### EnCorée du Sud
La Conférence des évêques catholiques de Corée (ko) a désigné un sanctuaire, en plus des deux sanctuaires nationaux :
- le sanctuaire des Martyrs-de-Corée de Séoul[g 195] (la troisième route du sanctuaire international des Sentiers du pèlerinage catholique de Séoul y passe).

### EnInde
Trois sanctuaires nationaux ont été désignés par l’un des regroupements d’évêques indiens,, en plus du sanctuaire international de l’église Saint-Thomas d’Angamaly :
- la basilique Notre-Dame-de-Rédemption de l’île de Vallarpadam (en) à Cochin, en 2004[g 198],[114] ;
- à Madras (ou Chennai) :
  - la basilique-cathédrale Saint-Thomas dans le quartier de Mylapore, en 2006[g 199],[115] ;
  - le sanctuaire Notre-Dame-d’Espérance du mont Saint-Thomas[g 200], en 2010[116] ou 2011[115].

### AuJapon
La Conférence des évêques catholiques du Japon (ja) a désigné un sanctuaire :
- le sanctuaire des Vingt-Six-Martyrs-du-Japon (en) de Nagasaki, en 2012[117] ou 2013[g 202], comprenant un monument et un musée (à ne pas confondre avec la basilique située dans la même ville).

### AuKazakhstan
La Conférence des évêques catholiques d’Asie centrale a hérité d’un sanctuaire au Kazakhstan, désigné par la Conférence des évêques catholiques du Kazakhstan (en) qu’elle a remplacé :
- le sanctuaire Marie-Reine-de-Paix d’Ozernoïe[118].

### AuPakistan
La Conférence des évêques catholiques du Pakistan (en) a désigné un sanctuaire :
- le sanctuaire Notre-Dame-de-Lourdes de Mariamabad[g 204], en 1974[119].

### AuxPhilippines
La Conférence des évêques catholiques des Philippines a désigné une trentaine de sanctuaires,, sans compter la cathédrale de l’Immaculée-Conception d’Antipolo devenue en 2023 sanctuaire international :
- la basilique de l’Enfant-Saint de Cebu[120] ;[réf. nécessaire]
- le sanctuaire Notre-Dame-des-Douleurs à Dolores, en 2017[g 213] ;
- le sanctuaire Notre-Dame-de-la-Visitation (en) de Guibang à Gamu[g 214], en 1986[123] ;
- le sanctuaire de la Vierge-Divine-Bergère (en) de Gapan, en 1986[g 215] ;
- le sanctuaire Sainte-Anne (en) de Hagonoy[120], en 1991[g 212],[124] ;
- le sanctuaire Saint-Jean-Paul-II d’Hermosa à Culis, en 2023[g 216],[125],[126] ;
- la cathédrale Sainte-Élisabeth-de-Hongrie (en) de Jaro à Iloílo, devenue sanctuaire Notre-Dame-de-Candelaria[g 217] en 2012[120] ;
- le sanctuaire Notre-Dame-de-la-Règle à Lapu-Lapu[g 218],[127], en 2007[128] ;
- à Makati :
  - le sanctuaire Notre-Dame-de-Guadalupe[g 219],[120], en 2010[121],[129],[130] ;
  - le sanctuaire du Sacré-Cœur[120], en 1976[g 220] ;
- l’église Saint-Joseph (en) de Mandaue[g 221], en 2001[42],[131] ;
- à Manille :
  - la basilique Saint-Lorenzo-Ruiz (en) de Binondo (en)[g 222],[120] ;
  - la basilique du Nazaréen noir de Quiapo (en), entre 2023 (annonce)[g 223],[132] et 2024 (déclaration)[133] ;
  - l’église Sainte-Anne (en), également sanctuaire Notre-Dame-des-Désemparés (National Shrine of Our Lady of the Abandoned), en 2020[g 224] ou 2021[134] ;
  - le sanctuaire Saint-Jude (en)[g 225], en 2010[130] ;Le sanctuaire Saint-Jude de Manille aux Philippines, l’un des nombreux sanctuaires nationaux du pays.

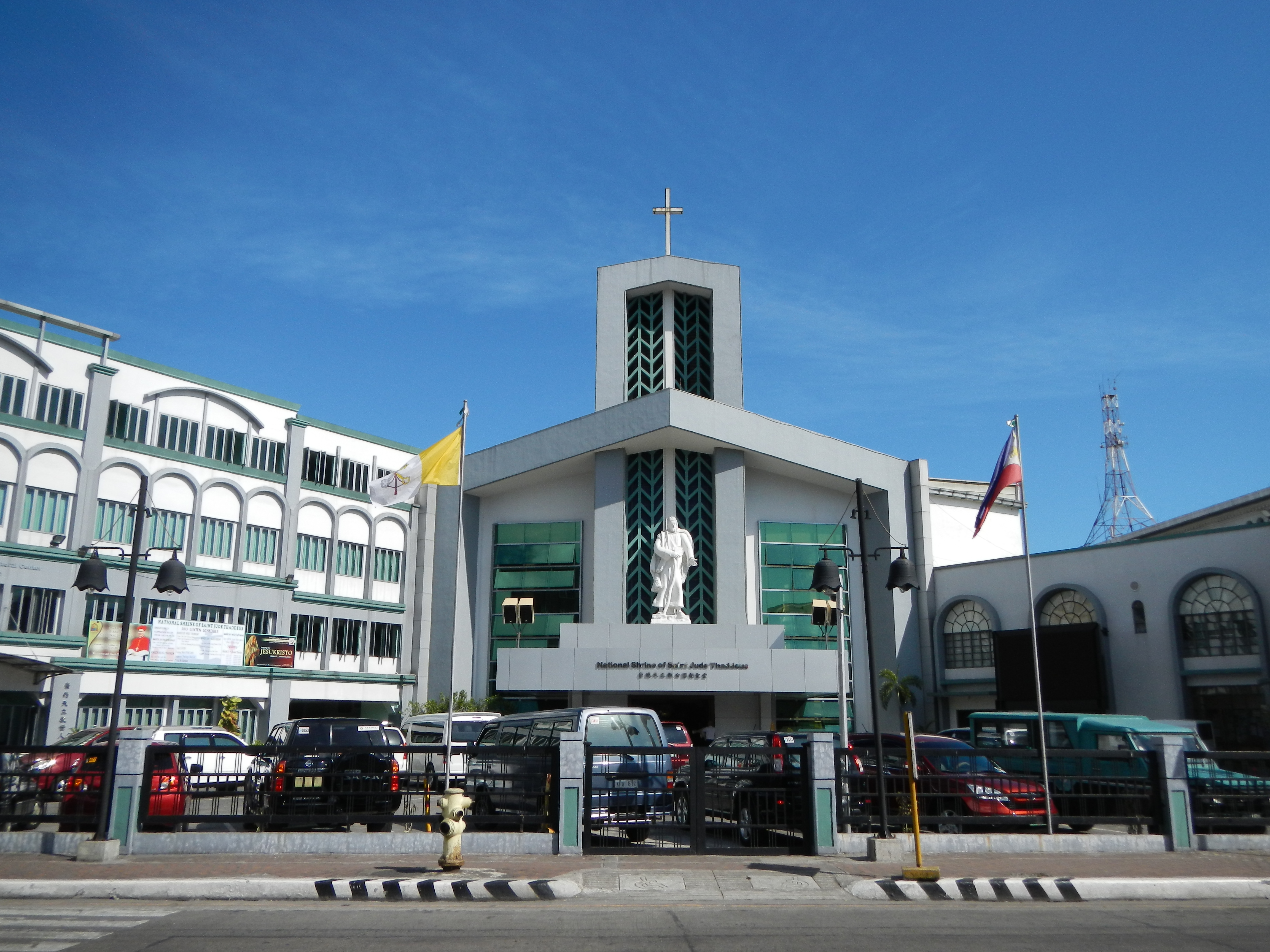
Le sanctuaire Saint-Jude de Manille aux Philippines, l’un des nombreux sanctuaires nationaux du pays.

  - l’église Saint-Michel (en), également sanctuaire Saint-Michel-et-les-Archanges[120], en 1986[g 226] ;
  - la basilique Saint-Sébastien[120] ;[source insuffisante]
- le sanctuaire de la Miséricorde-Divine (en) de Marilao[120], en 2002[g 211],[124] ;
- le sanctuaire Notre-Dame-de-la-Médaille-Miraculeuse de Muntinlupa[g 227],[120] ;
- la basilique Notre-Dame-du-Rocher-de-France (en) de Naga[g 228],[120] ;
- l’église Saint-Pascal-Baylon (en) d’Obando, aussi sanctuaire Notre-Dame-de-Salambao (en)[g 210], en 2022[135],[124] ;
- à Parañaque :
  - le sanctuaire Sainte-Marie-Auxiliatrice[120], en 1985[g 229] ;
  - le sanctuaire Notre-Dame-du-Perpétuel-Secours (en)[120], en 1958[g 230] ;
- l’église Saint-Antoine-de-Padoue (en) de Pila, en 2019[g 231],[136] ;
- à Quezon :
  - le sanctuaire Notre-Dame-de-Lourdes (en)[g 232],[120], en 1997[137] ;
  - le sanctuaire Notre-Dame-du-Mont-Carmel et sa basilique[g 233], depuis le 14 décembre 2015[138] ;
  - le sanctuaire EDSA (en) (souvent décrit comme étant à Mandaluyong)[120],[121] ;[source insuffisante]
  - l’église Saint-Dominique (en), également sanctuaire Notre-Dame-du-Très-Saint-Rosaire-de-La-Naval-de-Manille (en)[g 234] ;
- le sanctuaire Saint-Padre-Pio (en) de Santo Tomas[g 235], en 2015[139] ;
- le sanctuaire Notre-Dame-de-La-Salette de Silang[120], en 2018[g 236] ;
- le sanctuaire Notre-Dame-de-Fátima (en) de Valenzuela[120], en 1976[g 209],[124].

### AuSri Lanka
La Conférence des évêques catholiques du Sri Lanka (en) a désigné huit sanctuaires :
- le sanctuaire Saint-Antoine de Colombo[g 238],[140] ;
- le sanctuaire Sainte-Anne de Kalpitiya (en)[g 239] ;
- le sanctuaire Saint-Sébastien de Kandana (en)[g 240] ;[réf. souhaitée]
- le sanctuaire Sainte-Anne de Kattimahana[g 241] ;[réf. souhaitée]
- le sanctuaire Notre-Dame-de-Madhu à Madhu (en)[g 242] ;
- le sanctuaire Sainte-Croix de Marawila[g 243] ;
- le sanctuaire Notre-Dame (en) de Matara[g 244] ;
- la basilique Notre-Dame-de-Lanka (en) de Tewatte à Ragama[g 245].[réf. souhaitée]

### ÀTaïwan
La Conférence des évêques catholiques de la zone de Taïwan (en) a désigné un sanctuaire :
- la basilique de l’Immaculée-Conception de Wanjin à Wanluan (en)[g 248],[141], en 1985[142].

### AuTimor oriental
La Conférence épiscopale timoraise (de) a désigné un sanctuaire :
- le sanctuaire Notre-Dame-d’Aitara à Soibada (en)[g 250], en 2002[143].

### AuViêt Nam
La Conférence épiscopale du Viêt Nam (vi) a désigné un sanctuaire :
- la basilique Notre-Dame-de-La-Vang de La Vang (en)[g 252], en 1961[144].

## Europe

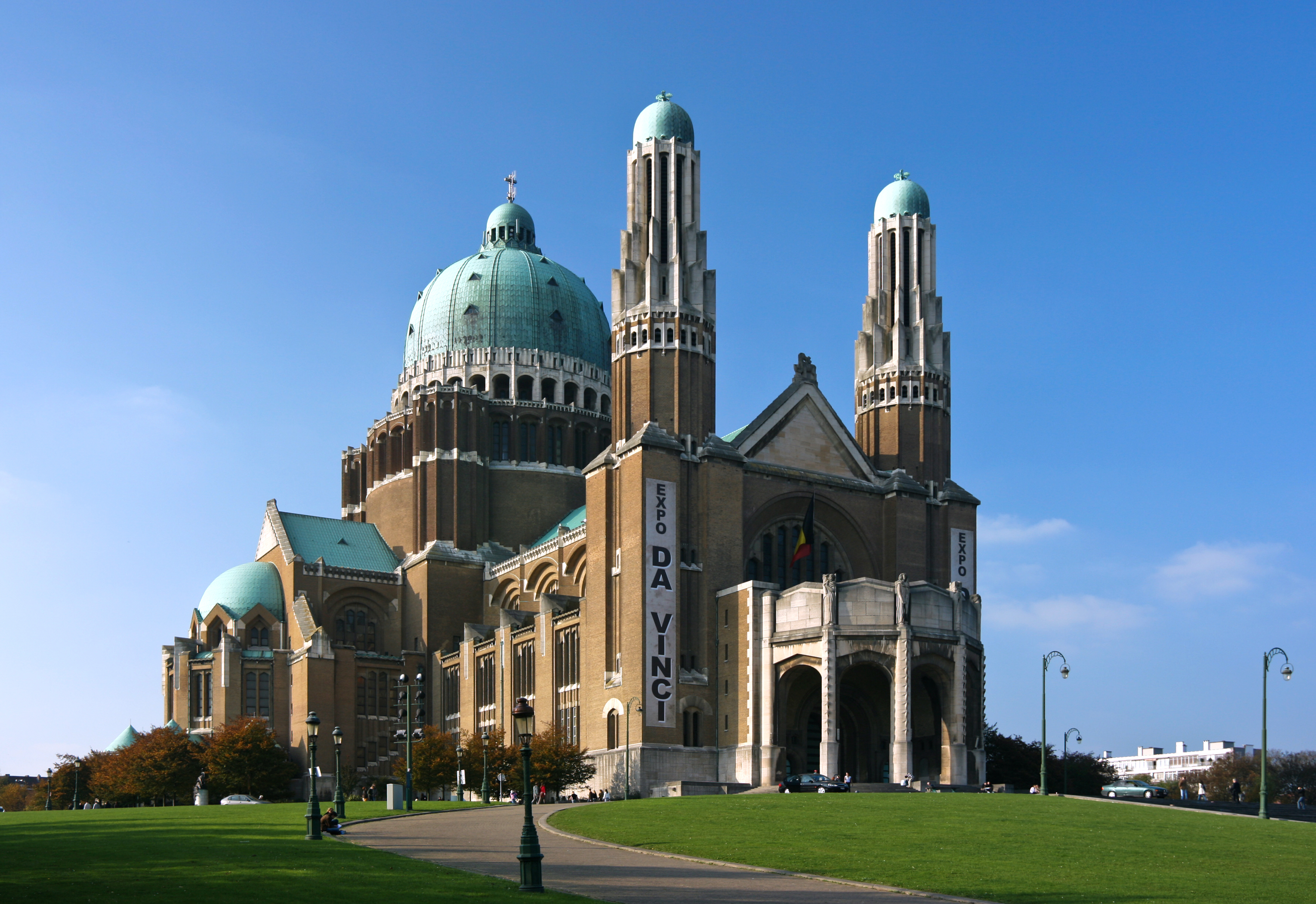
La basilique du Sacré-Cœur de Koekelberg à Bruxelles, seul sanctuaire national de Belgique.

On compte une quarantaine de sanctuaires nationaux en Europe, (sans compter les huit sanctuaires internationaux).

### EnAlbanie
La Conférence épiscopale d’Albanie a désigné un sanctuaire :
- le sanctuaire Notre-Dame-du-Bon-Conseil de Scutari[g 254].

### EnAllemagne
La Conférence épiscopale allemande a désigné un sanctuaire :
- le sanctuaire Notre-Dame d’Altötting[g 256].

### EnAngleterreetpays de Galles
La Conférence des évêques catholiques d’Angleterre et du pays de Galles, dont le territoire couvre celui de ces deux nations britanniques ainsi que du territoire d’outre-mer de Gibraltar, a désigné dix sanctuaires, :
- le sanctuaire Notre-Dame-du-Cierge (en) d’Aberteifi[g 259], en 1986[146] ;
- le sanctuaire Notre-Dame-de-Lumière (National Shrine of Our Lady of Light, Spouse of the Holy Spirit) de Clacton-on-Sea[147],[148] ;
- l’église Saint-Boniface de Crediton[149],[150] ;
- l’abbaye Saint-Michel de Farnborough, qui héberge le sanctuaire Saint-Joseph, en 2008[g 260],[151],[42] ;
- le sanctuaire Saint-Jude (en) à l’église Notre-Dame-du-Mont-Carmel de Faversham[g 261],[152] ;
- le sanctuaire Sainte-Winefride de Holywell, en 2023[g 262],[153] ;
- le sanctuaire Saint-Cuthbert-Mayne de Launceston[154],[155] ;
- à Londres :
  - le sanctuaire Saint-Óscar-Romero dans la cathédrale Saint-George de Southwark, dédié à Óscar Romero, en 2023[156] ;
  - le sanctuaire Notre-Dame-de-Willesden (en)[g 263],[157] ;
- l’église Saint-David du monastère de Pantasaph (en), dans la communauté de Whitford, également sanctuaire dédié à Padre Pio depuis 1999[158] (l’année donc de sa béatification, trois ans avant sa canonisation) ;
- le sanctuaire Notre-Dame-de-Walsingham et sa basilicale chapelle Slipper de Houghton Saint Giles (en), en 1934[g 264],[159] (à distinguer du sanctuaire anglican[160], effectivement situé à Walsingham).

### EnAutriche
La Conférence épiscopale autrichienne a désigné un sanctuaire :
- la basilique de la Nativité-de-Marie de Mariazell[g 266].

### EnBelgique
La Conférence épiscopale de Belgique a désigné un sanctuaire :
- la basilique du Sacré-Cœur de Koekelberg à Bruxelles[g 268].

### EnBiélorussie
La Conférence des évêques catholiques de Biélorussie a désigné un sanctuaire, :
- la basilique Notre-Dame-de-l’Assomption de Boudslaw[g 270],[161], en 1998[162].La basilique Notre-Dame-de-l’Assomption de Boudslaw, seul sanctuaire national de Biélorussie.

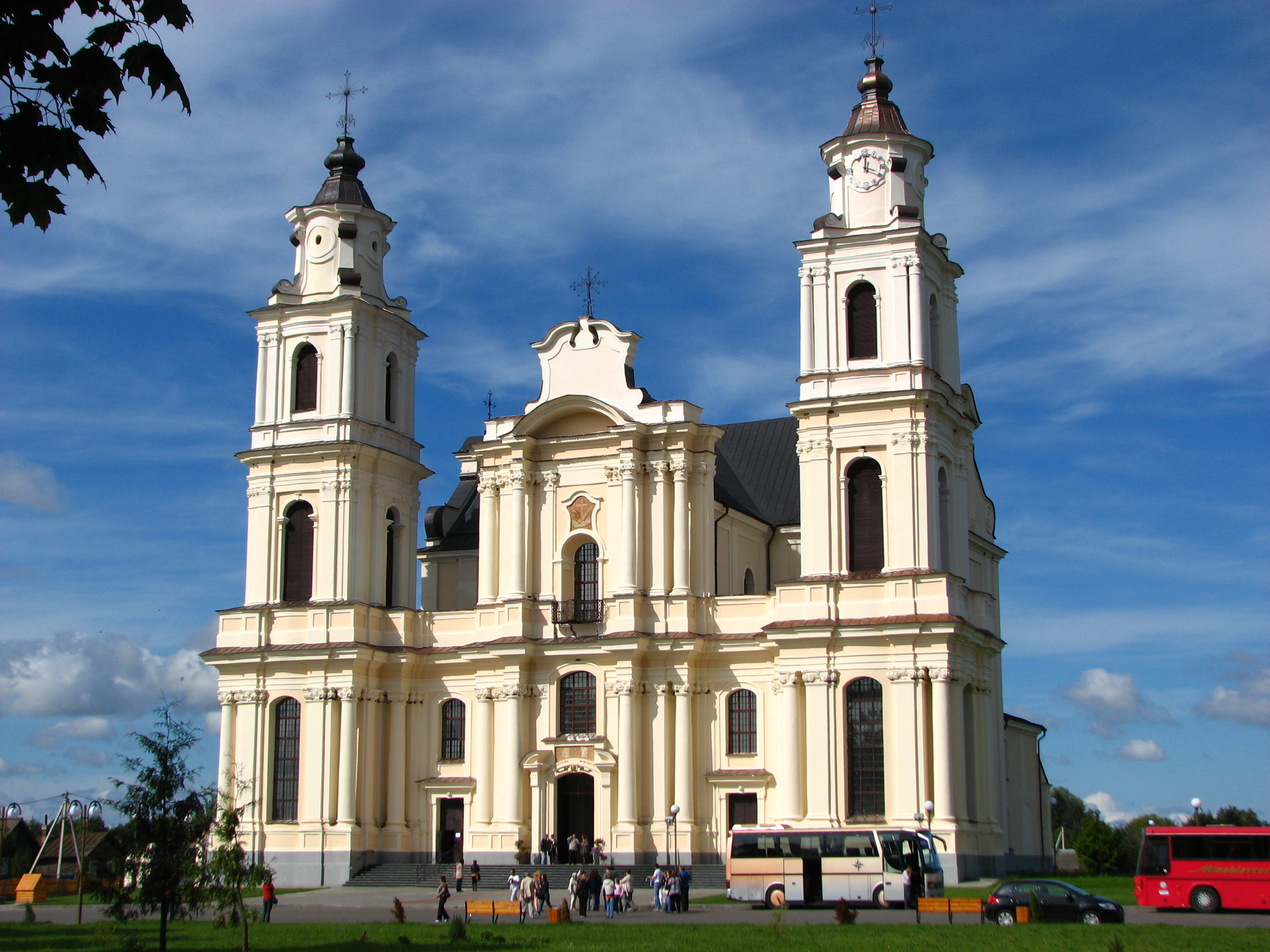
La basilique Notre-Dame-de-l’Assomption de Boudslaw, seul sanctuaire national de Biélorussie.

### EnBulgarie
La Conférence épiscopale inter-rituelle de Bulgarie a désigné un sanctuaire :
- le sanctuaire Notre-Dame-de-Lourdes de Plovdiv[g 272], en 1996[163].

### EnCroatie
La Conférence épiscopale croate a désigné trois sanctuaires :
- le sanctuaire Saint-Joseph de Karlovac, en 1987[g 274],[164] ;
- la basilique Notre-Dame-de-Bistrica de Marija Bistrica[g 275], en 1971[165] ;
- le sanctuaire Saint-Nicolas-Tavelić de Šibenik[g 276], au début des années 2020[166].

### EnÉcosse
La Conférence des évêques d’Écosse, dont le territoire couvre celui de cette nation britannique, a désigné deux sanctuaires :
- la grotte de Lourdes de Carfin[g 277] ;
- la cathédrale Notre-Dame-de-l’Assomption d’Édimbourg, également sanctuaire Saint-André[g 278].

### EnEspagne
La Conférence épiscopale espagnole a désigné quatre sanctuaires :
- la basilique Notre-Dame-d’Atocha de Madrid[g 281] ;
- l’abbaye de la Mère-de-Dieu de Montserrat à Monistrol de Montserrat[g 282] ;
- le sanctuaire de la Blanche-Colombe d’El Rocío, en 2017[167] ;
- le sanctuaire de la Grande-Promesse de Valladolid[g 283], dès 1941[168].

### EnFrance
La Conférence des évêques de France a désigné trois sanctuaires :
- le sanctuaire Notre-Dame de Lourdes[169], en 2021[170] ;
- l’église Notre-Dame-Auxiliatrice de Nice[g 285] ;
- la cathédrale Notre-Dame de Reims[g 286].

### EnHongrie
La Conférence épiscopale catholique hongroise a désigné un sanctuaire :
- la basilique Saint-Michel ou sanctuaire Notre-Dame-des-Douleurs de Máriapócs, rattachée à l’Église grecque-catholique hongroise, en 2005[g 288],[171].

### Sur l’île d’Irlande
La Conférence des évêques catholiques irlandais, dont le territoire couvre celui de l’Irlande et celui de la nation britannique d’Irlande du Nord, a désigné un sanctuaire national, en plus du sanctuaire international Notre-Dame-de-Knock :
- l’église Saint-Pierre de Drogheda, qui abrite le sanctuaire Saint-Olivier-Plunket[g 289],[172].

### EnItalie

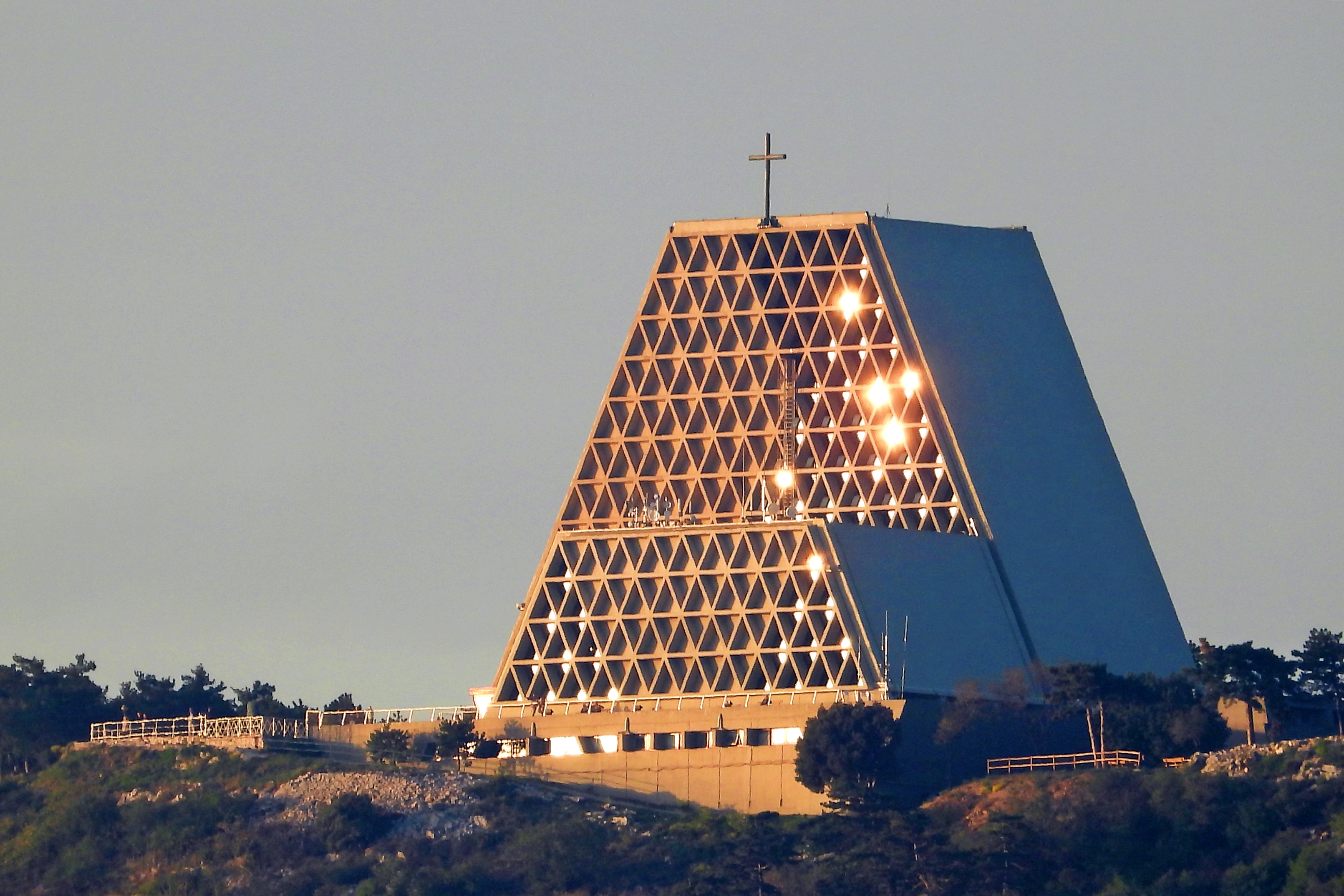
Le sanctuaire de Monte Grisa à Trieste, seul sanctuaire national d’Italie à ne pas être devenu international.

La Conférence épiscopale italienne a désigné un sanctuaire national, en plus des deux sanctuaires internationaux :
- le sanctuaire Marie-Mère-et-Reine de Trieste[g 291].

### ÀMalte
La Conférence épiscopale maltaise a désigné deux sanctuaires :
- le sanctuaire Ta’ Pinu à Għarb[g 294],[173] ;
- le sanctuaire Notre-Dame de Mellieħa, en 2015[174],[175].

### EnPologne
La Conférence épiscopale polonaise a désigné trois sanctuaires nationaux, en plus des trois sanctuaires internationaux, :
- la basilique-cathédrale Saints-Stanislas-et-Venceslas de Cracovie[g 299] ;
- la basilique de l’Assomption-de-la-Vierge-Marie du monastère Jasna Góra à Częstochowa ;
- le sanctuaire Saint-André-Bobola de Varsovie, en 2007[177] ou 2008[178], confirmé en 2011[177].

### AuPortugal
La Conférence épiscopale portugaise a désigné un sanctuaire national, en plus du sanctuaire international Notre-Dame-de-Fátima :
- le sanctuaire du Christ-Roi d’Almada[g 302], dès 1937[179] avec confirmation en 2003[180].

### EnSlovaquie
La Conférence épiscopale de Slovaquie a désigné un sanctuaire :
- la basilique Notre-Dame-des-Sept-Douleurs de Šaštín[g 304].

### EnSlovénie
La Conférence épiscopale slovène a désigné un sanctuaire :
- la basilique Sainte-Marie-Auxiliatrice de Brezje à Radovljica, en 1999[181], 2000[182] ou 2001[g 306].

### EnTchéquie
La Conférence épiscopale tchèque a désigné un sanctuaire :
- la cathédrale Saint-Guy-Saint-Venceslas-et-Saint-Adalbert de Prague[g 308].

### EnUkraine
La Conférence des évêques catholiques romains d’Ukraine a désigné un sanctuaire :
- l’église de l’Immaculée-Conception-de-la-Vierge-Marie, aussi sanctuaire dédié à Marie en patronne de l’Ukraine, appartenant au monastère des Carmes déchaux de Berdytchiv, en 2011[183].

## Océanie
On trouve quatre sanctuaires nationaux en Océanie.

### EnAustralie

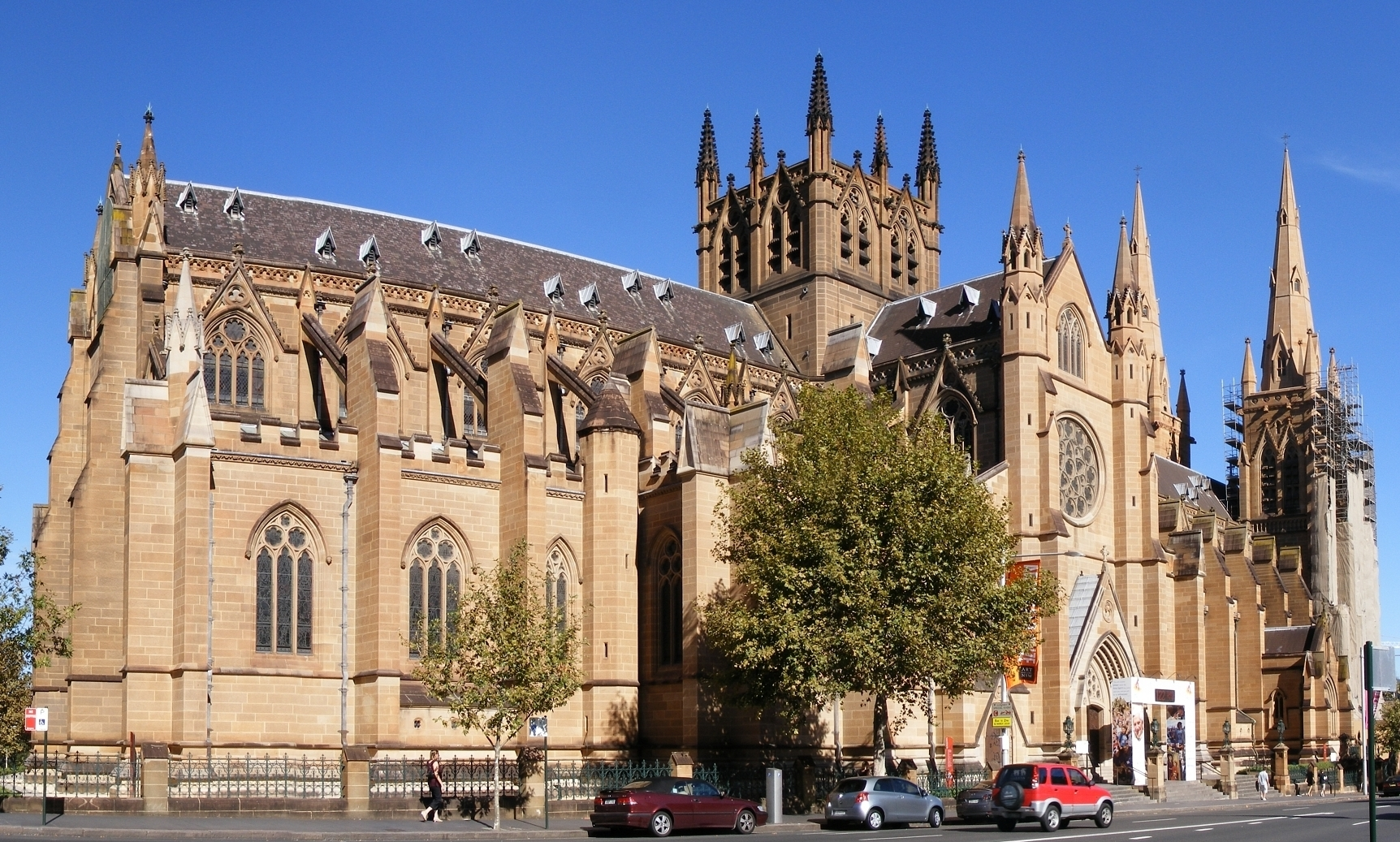
La cathédrale Sainte-Marie de Sydney, l’un des trois sanctuaires nationaux d’Australie.

La Conférence des évêques catholiques australiens a désigné trois sanctuaires :
- dans le Grand Melbourne :
  - le sanctuaire Petite-Fleur de Kew dans la ville de Boroondara, l’église d’un carmel des Monales déchaussées[g 311],[184], en continuité de sa bénédiction en tant que « sanctuaire national » en 1931[185] ;
  - le sanctuaire Notre-Dame-du-Mont-Carmel de Middle Park dans la ville de Port Phillip[g 312], en continuité de sa dédication en tant que « sanctuaire national » en 1944[184] ;
- la cathédrale Sainte-Marie de Sydney[g 313].

### EnNouvelle-Zélande
La Conférence des évêques catholiques de Nouvelle-Zélande a désigné un sanctuaire :
- le sanctuaire Notre-Dame-de-Paradis ou église Sainte-Marie-des-Anges de Wellington[g 315], en 2022[186].